# (36334) 2000 NZ4
2000 NZ4 (asteroide 36334) é um asteroide da cintura principal. Possui uma excentricidade de 0.24636560 e uma inclinação de 4.52430º.
Este asteroide foi descoberto no dia 7 de julho de 2000 por LINEAR em Socorro.